# باغ مشیر رحیم‌آباد
باغ مشیر رحیم آباد مربوط به دوره پهلوی است و در یزد، چهارراه دولت‌آباد، انتهای خیابان نواب صفوی، کوچه رحیم آباد واقع شده و این اثر در تاریخ ۱۰ خرداد ۱۳۸۲ با شمارهٔ ثبت ۸۶۸۰ به‌عنوان یکی از آثار ملی ایران به ثبت رسیده است.